# The Stranger (1946)
The Stranger is een Amerikaanse film noir uit 1946 onder regie van Orson Welles van wie het de derde film was. De film bevindt zich momenteel in het publiek domein. The Stranger wordt vaak beschouwd als de meest 'traditionele' (in Hollywood-stijl) film van Welles.

## Verhaal
Professor Charles Rankin geeft les in een idyllisch stadje nabij Connecticut en woont er met zijn kersverse lieve bruid Mary. Op een middag komt een uiterst nerveuze en verwarde Duitse heer, genaamd Meineke, hem opzoeken. Meineke is eigenlijk een misdadiger die op aandringen van commissaris detective Wilson van de Commissie voor Oorlogsmisdaden uit de gevangenis is ontslagen. De Commissie hoopt dat Meineke detective Wilson op het spoor van zijn vroegere overste, de gezochte nazi Franz Kindler, zal brengen. Rankin lijkt niet opgezet met Meinekes aanwezigheid. Hij nodigt zijn bezoeker uit voor een wandeling in het bos, en ze geraken zo verder en verder weg van het centrum van de stad. Algauw blijkt dat die vriendelijke professor Rankin de beruchte nazioorlogsmisdadiger Franz Kindler is. Meineke, die tekenen vertoont van godsdienstwaanzin, is naar de stad gekomen om zijn ex-superieur Kindler te smeken om zich te bekeren en om zich over te geven. De professor ervaart zijn vroegere collega echter als een bedreiging voor zijn nieuw leven en wurgt hem. Commissaris Wilson komt bij Kindlers schoonvader op bezoek en doet zich voor als antiquair.

## Rolverdeling
| Acteur             | Personage                               |
| ------------------ | --------------------------------------- |
| Edward G. Robinson | Mister Wilson                           |
| Orson Welles       | professor Charles Rankin, Franz Kindler |
| Loretta Young      | Mary Longstreet                         |
| Philip Merivale    | rechter Adam Longstreet, Mary's vader   |
| Richard Long       | Noah Longstreet, Mary's broer           |
| Konstantin Shayne  | Konrad Meinike                          |
| Byron Keith        | dokter Jeffrey Lawrence                 |
| Billy House        | Mister Potter, winkelier                |
| Martha Wentworth   | Sara, de dienstmeid                     |